# Marbach
Marbach je obec ve švýcarském kantonu St. Gallen. Nachází se na východě kantonu, nedaleko hranic s Rakouskem. Žije zde přibližně 2 100 obyvatel.

## Geografie
Marbach se nachází mezi obcemi Rebstein a Altstätten a leží na úpatí západního svahu údolí Alpského Rýna. Marbach patří k malým obcím v údolí Rýna u St. Gallenu, ale má poměrně velký katastr, který zasahuje až k vnitrozemskému kanálu údolí Rýna u Kriessernu a k hranici s kantonem Appenzell Ausserrhoden.
Obec se vyznačuje zástavbou rodinných domů a má historické centrum severozápadně od hlavní silnice. Území v údolní nivě Rýna má venkovský charakter a převažuje zde zemědělství. Na svahu uprostřed vinic stojí historický hrad Weinstein, spojený s vinařstvím.

## Historie

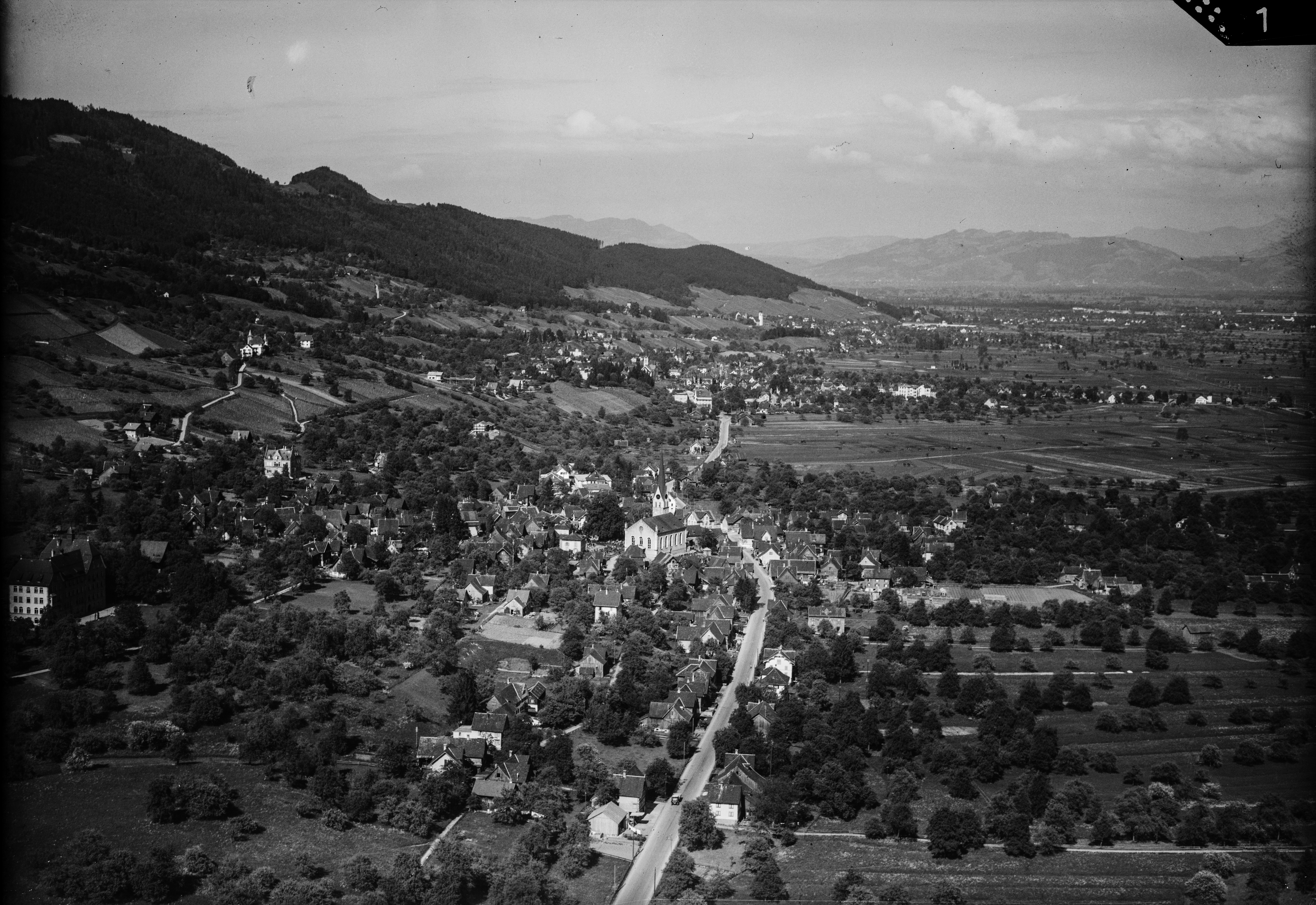
Letecký pohled (1947)

Panství Marbach, k němuž patřil i Rebstein, je v listině z roku 831 zmiňováno jako Marahbach a v 9. století bylo z velké části převedeno na klášter St. Gallen. V roce 1272 klášter odkoupil zbývající práva od pánů z Hardeggu. Ve 14. století drželi práva v zástavě šlechtici z Altstättenu. V roce 1415 (pro Rebstein v roce 1473) jej opět vykoupilo zpět knížecí opatství St. Gallen. V roce 1460 se Marbach dostal koupí do rukou Appenzellských, kteří museli v roce 1490 postoupit své majetky v údolí Rýna konfederaci. Až do roku 1798 patřil Marbach k údolnímu hejtmanství Rýna. Knížecí opatství St. Gallen mělo nadále nižší soudní pravomoc. V roce 1803 byly Marbach a Rebstein povýšeny na samostatné politické obce v kantonu St. Gallen.
Kostel, doložený v 8. století, byl centrem velké farnosti, k níž patřily Altstätten s Eichbergem (ve 14. století), Balgach (1521), oblasti Appenzellu (1653/87), Diepoldsau (1728/62), Rebstein (1782/1898) a Lüchingen (1967). Po reformaci v roce 1528 se menšina obyvatel vrátila v roce 1531 ke katolické bohoslužbě. Farní kostel svatého Jiří byl paritně využíván až do výstavby samostatného reformovaného kostela v roce 1955.
V roce 1773 zničil požár téměř celou vesnici. V letech 1860–1914 získalo v obci, kde do té doby převládalo zemědělství, chov dobytka, mlékárenství a zejména vinařství, na významu podomácku provozované strojní vyšívání. Marbach však z rozmachu vyšívání netěžil v takové míře jako Rebstein a Widnau. V meziválečném období zde vznikaly různé malé firmy související s textilním průmyslem, včetně továrny na punčochové zboží Flexy AG v roce 1929. Po melioraci Rýnské nížiny a sloučení statků v roce 1955 zemědělské podniky z obce stále více mizely.

## Obyvatelstvo

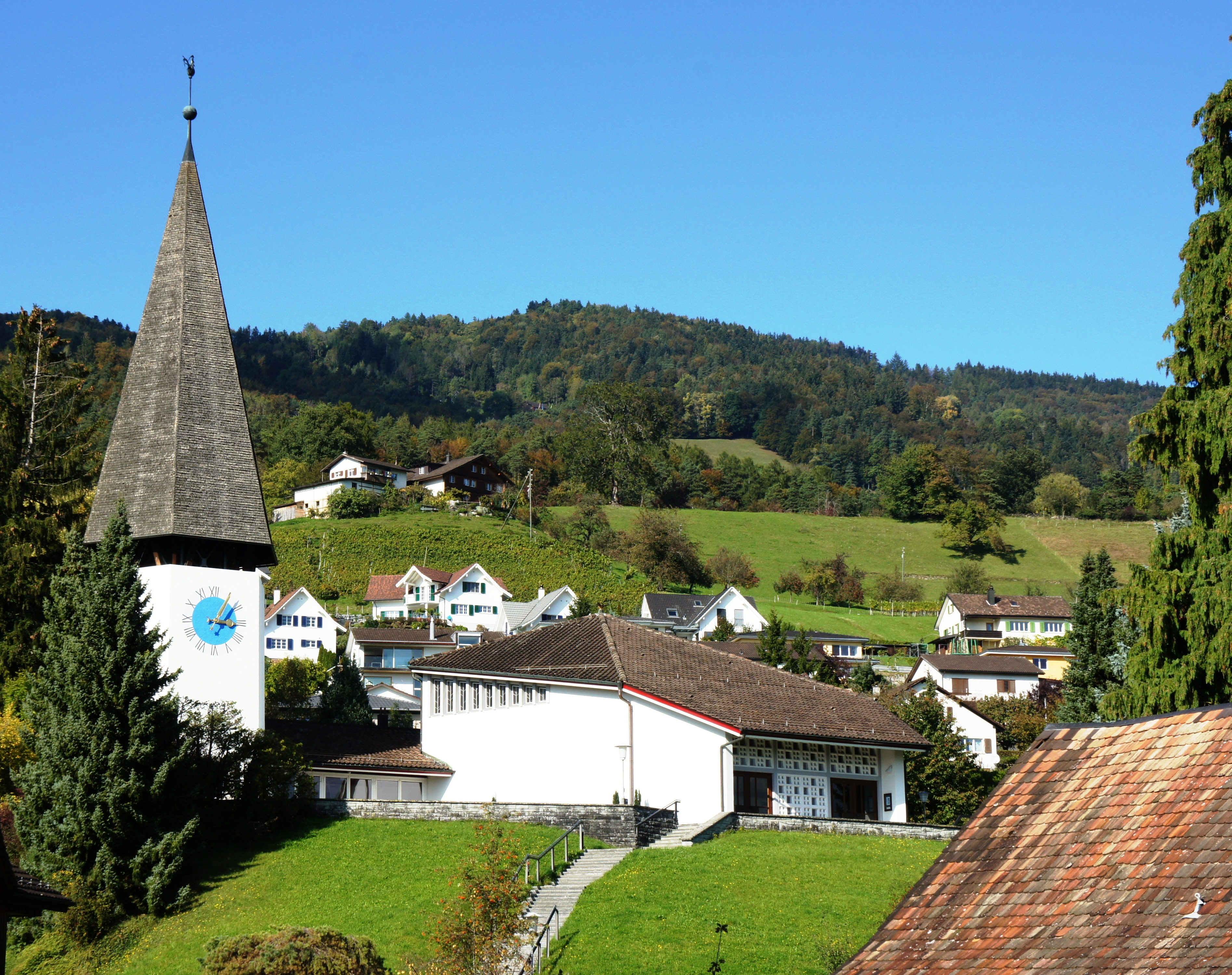
Reformovaný kostel v Marbachu

| Vývoj počtu obyvatel | Vývoj počtu obyvatel | Vývoj počtu obyvatel | Vývoj počtu obyvatel | Vývoj počtu obyvatel | Vývoj počtu obyvatel | Vývoj počtu obyvatel | Vývoj počtu obyvatel | Vývoj počtu obyvatel | Vývoj počtu obyvatel |
| -------------------- | -------------------- | -------------------- | -------------------- | -------------------- | -------------------- | -------------------- | -------------------- | -------------------- | -------------------- |
| Rok                  | 1830                 | 1850                 | 1900                 | 1950                 | 1980                 | 2000                 | 2010                 | 2019                 |                      |
| Počet obyvatel       | 1074                 | 1088                 | 1111                 | 1216                 | 1382                 | 1779                 | 2014                 | 2110                 |                      |

## Hospodářství
Marbach je tradičně zemědělskou obcí. Převládá zde zejména vinařství a také pěstování jablek, která jsou dále zpracována na mošt v místní moštárně. Dále je produkována kukuřice na siláž, ale také potravinářská kukuřice a mrkev. V Marbachu sídlí družstvo pro chov koz Rheintal-Werdenberg.

## Doprava

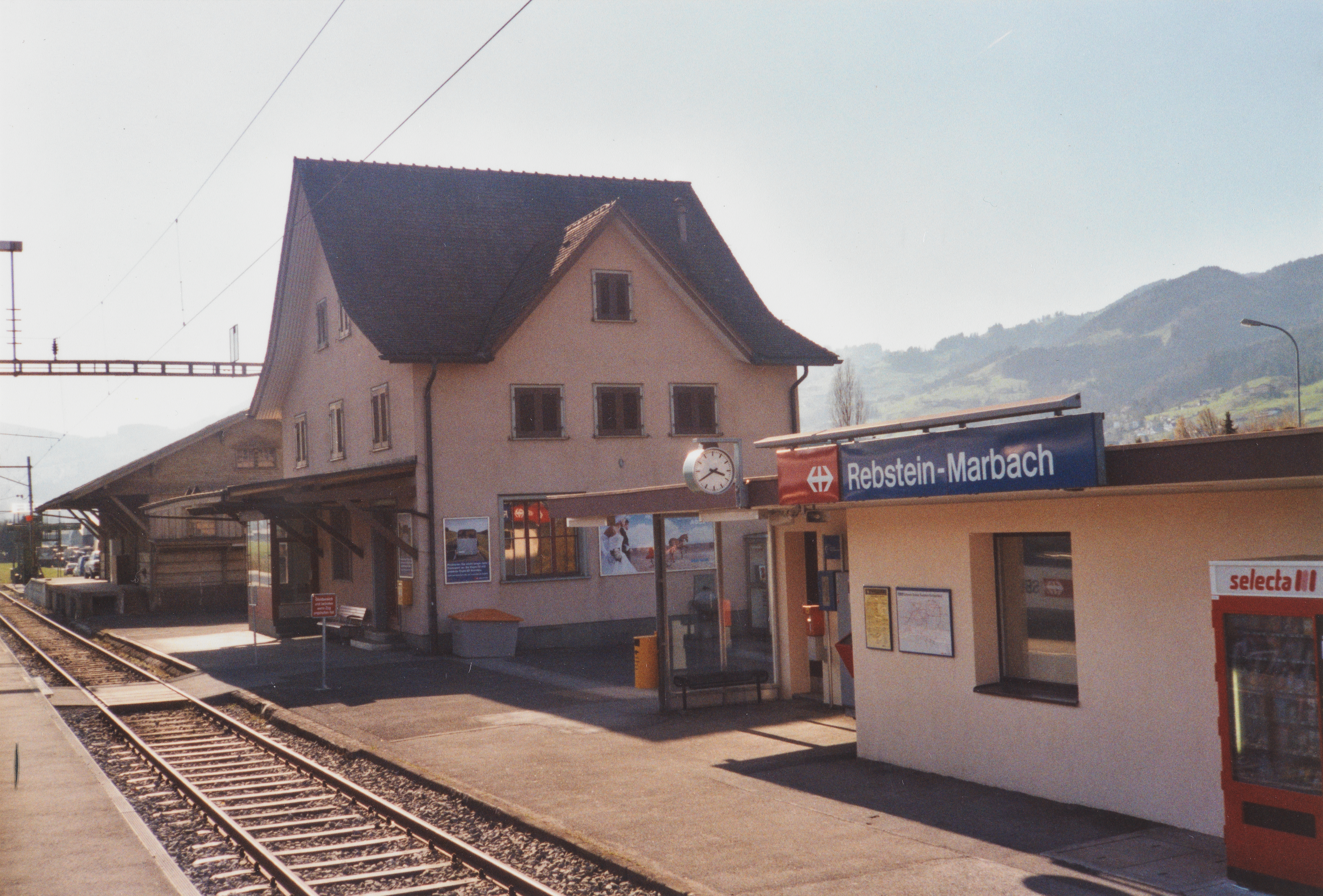
Železniční stanice Rebstein-Marbach

Marbach leží na hlavní silnici 13 a nemá přímé napojení na dálnici A13. Ve středu obce odbočuje východním směrem vedlejší silnice jako spojnice na Kriessern, která zajišťuje napojení na švýcarskou dálniční síť. Silnice Bergstrasse odbočuje severozápadním směrem a napojuje se na Heidenerstrasse z Altstättenu, čímž zajišťuje silniční spojení s oblastí Appenzellu.
Napojení na železnici je zajištěno přes železniční stanici Rebstein-Marbach na trati Chur–Rorschach, která leží přesně na hranici obou obcí Marbach a Rebstein. Marbach je obsluhován veřejnou dopravou prostřednictvím autobusové linky 301 společnosti RTB Rheintal Bus. Tato linka je nástupcem trolejbusové linky Altstätten–Berneck, která byla zrušena v roce 1977 a v roce 1940 naopak nahradila tramvaj Altstätten–Berneck, která byla otevřena v roce 1897.